# Gunneraceae

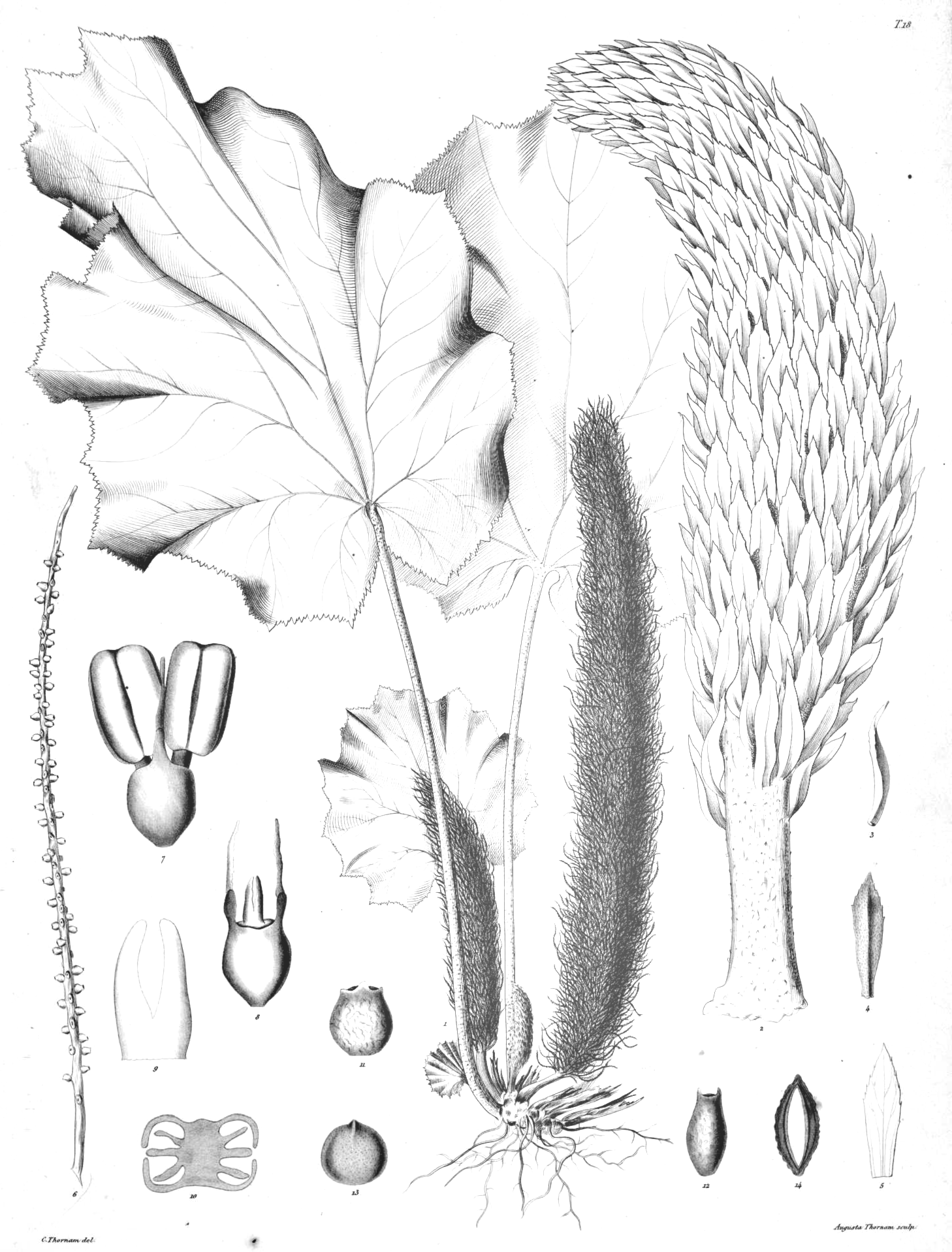
Detalhes morfológicos de Gunnera insignis

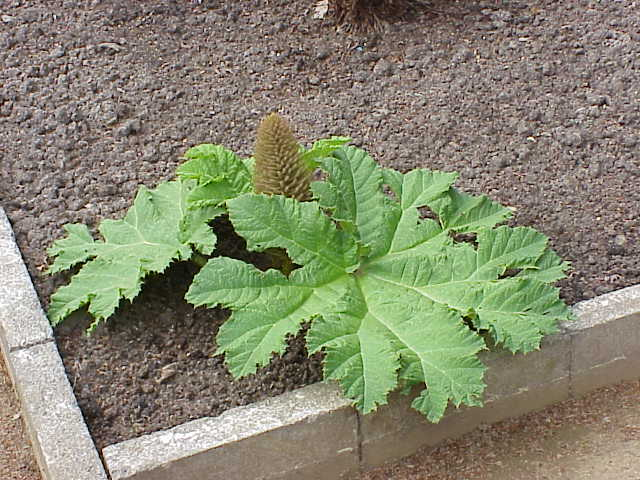
Gunnera tinctoria

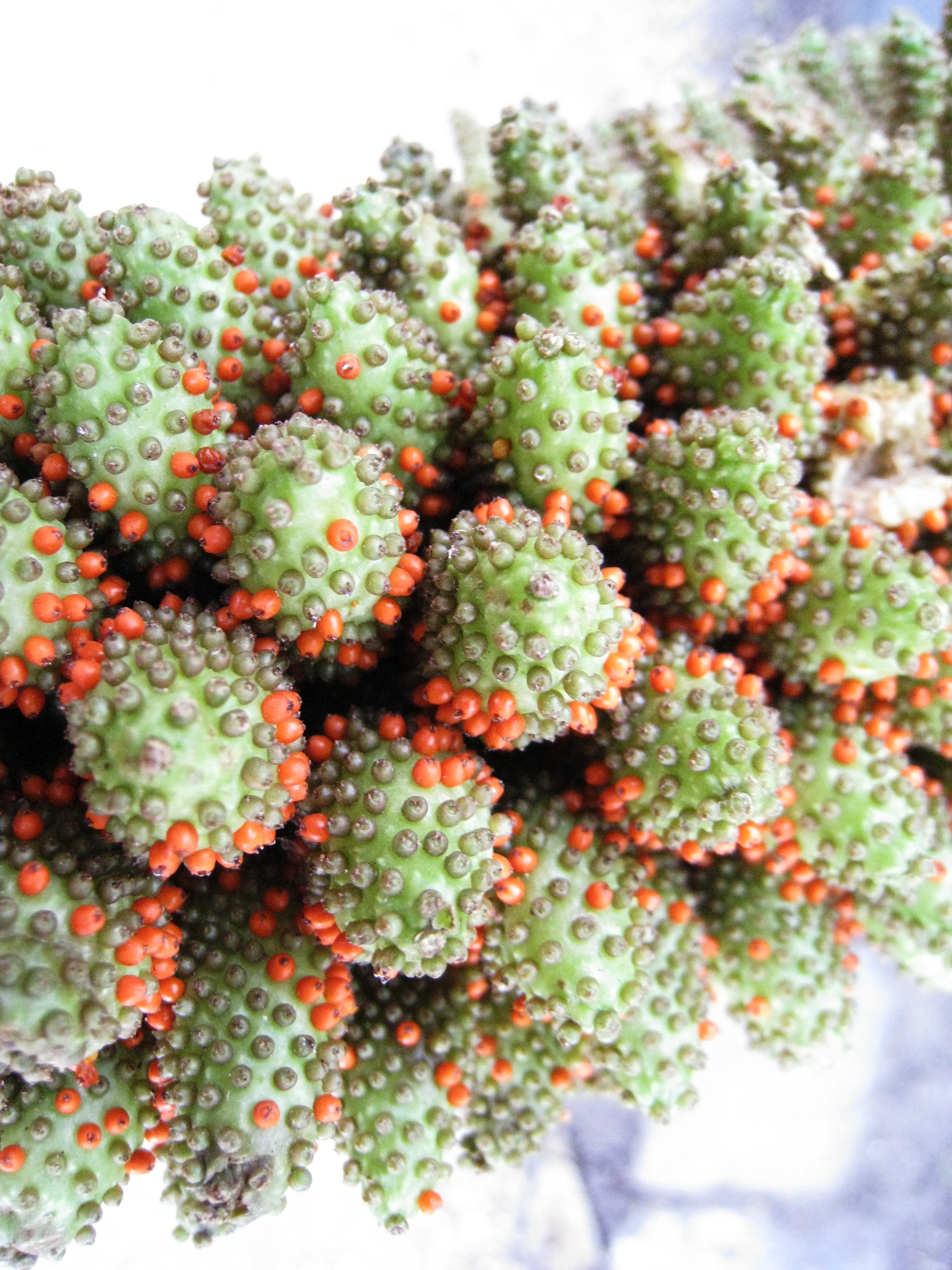
Detalhe da espiga frutificada de Gunnera tinctoria

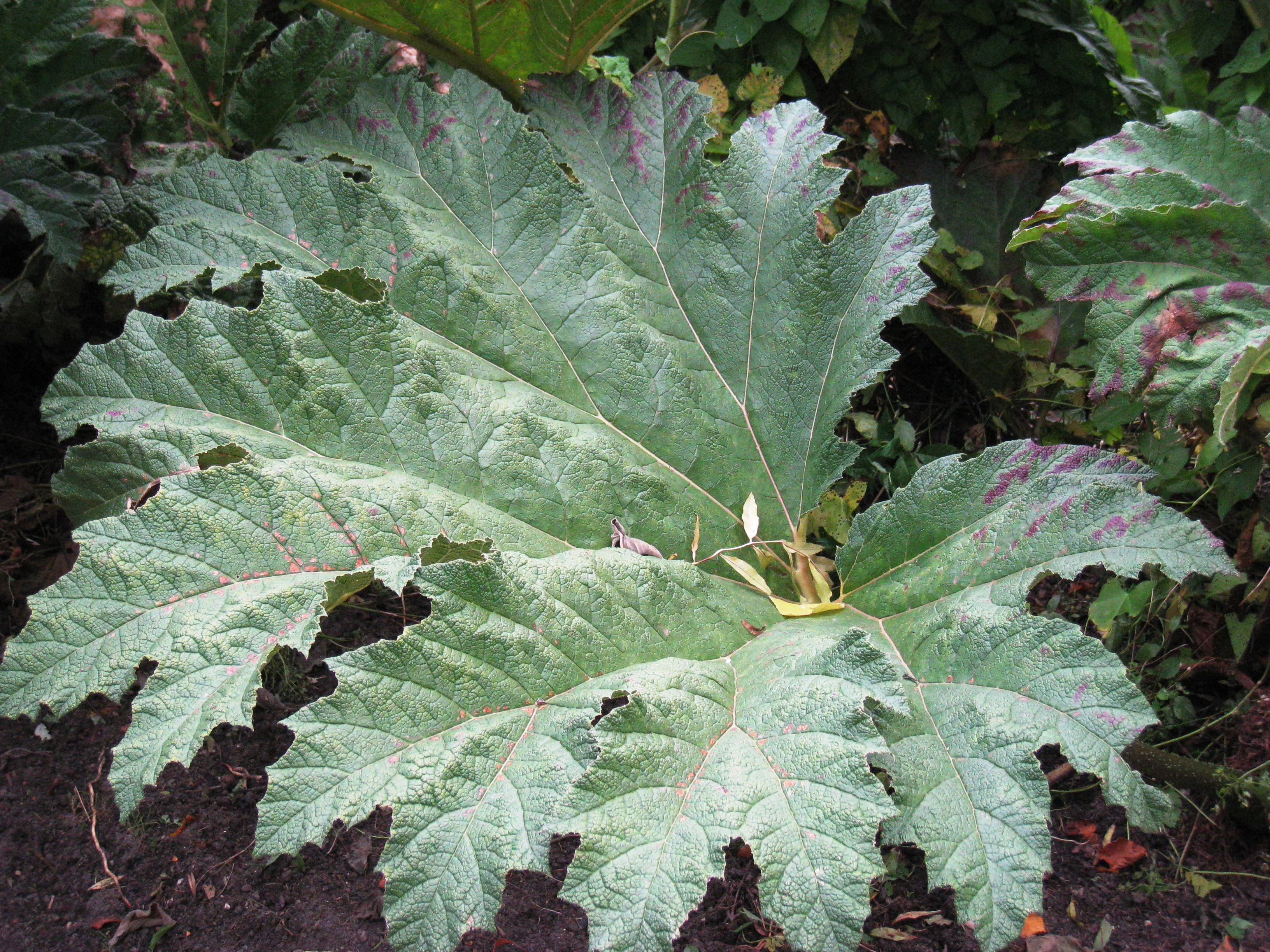
Folha de Gunnera tinctoria

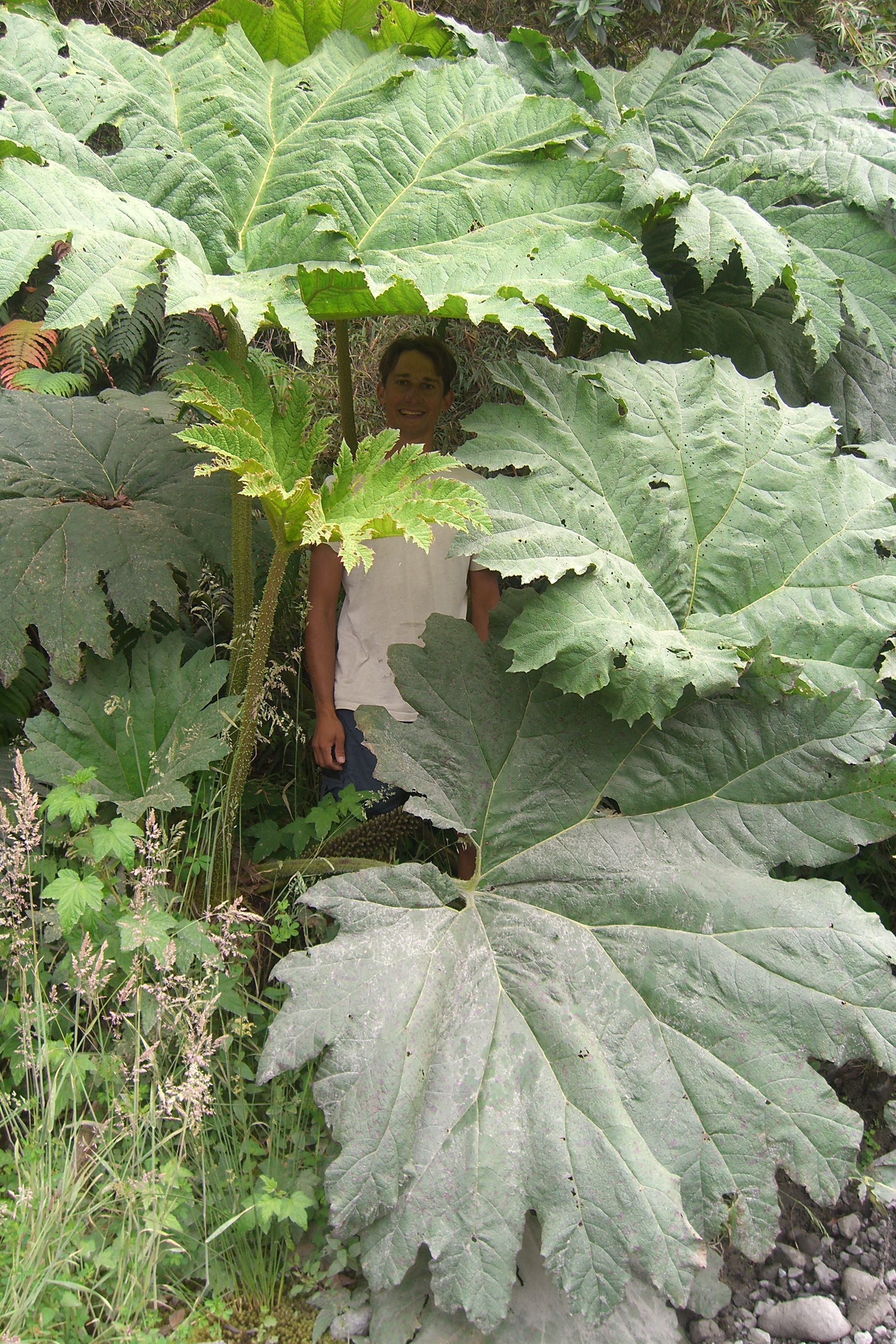
Comparação do tamanho de uma pessoas com as folhas gigantes de Gunnera tinctoria

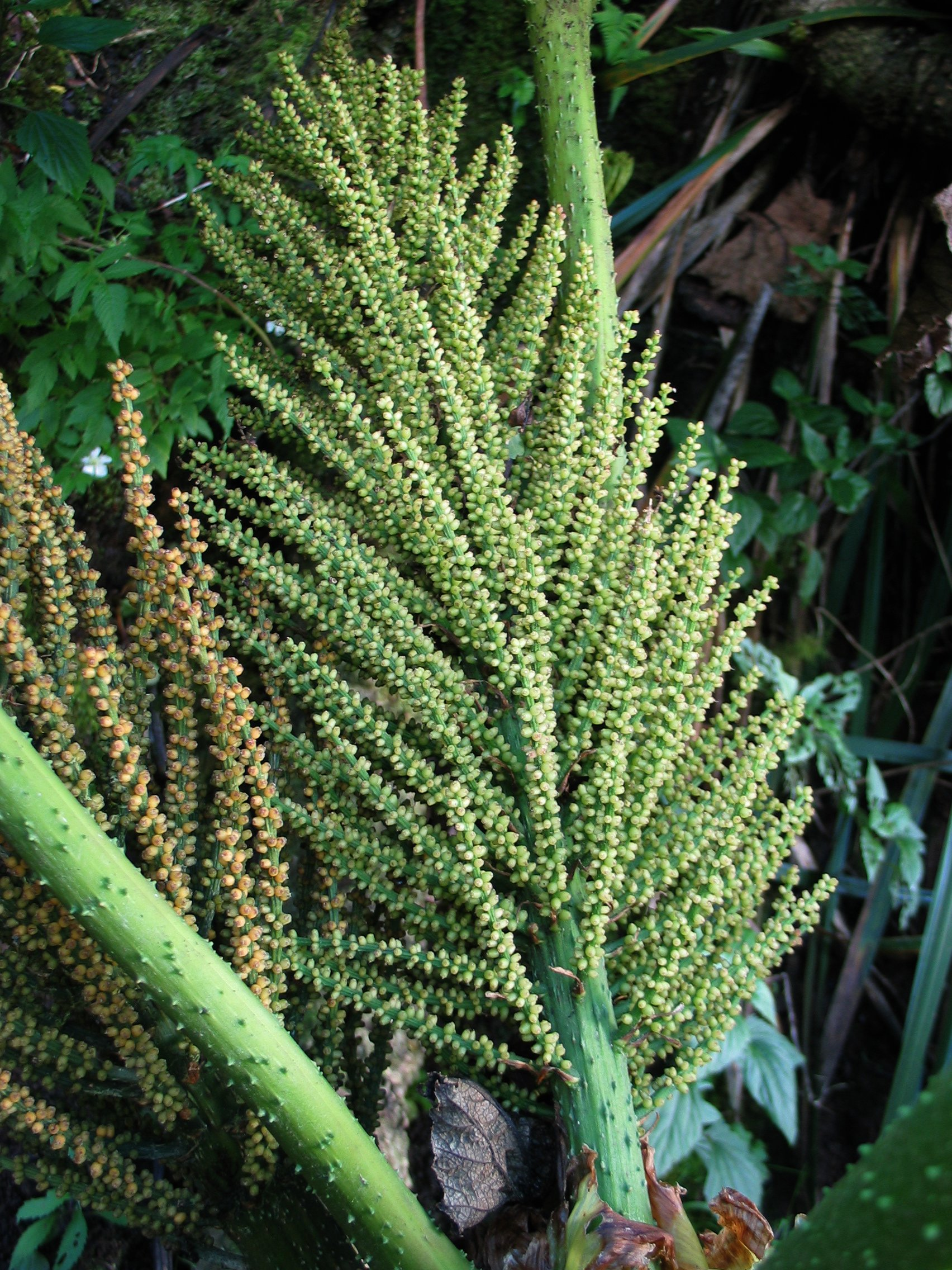
Gunnera petaloidea

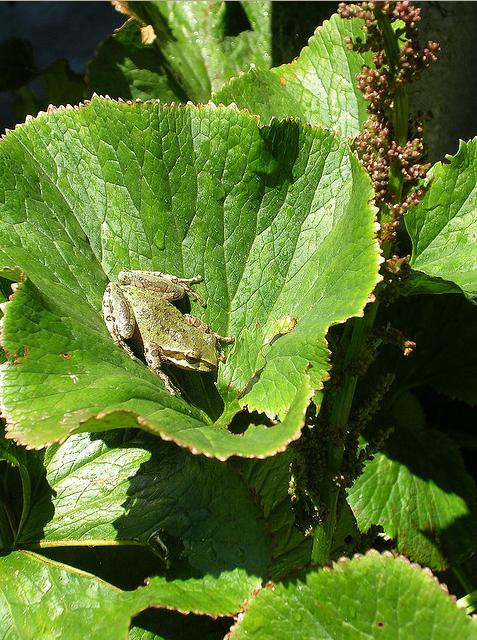
Gunnera perpensa

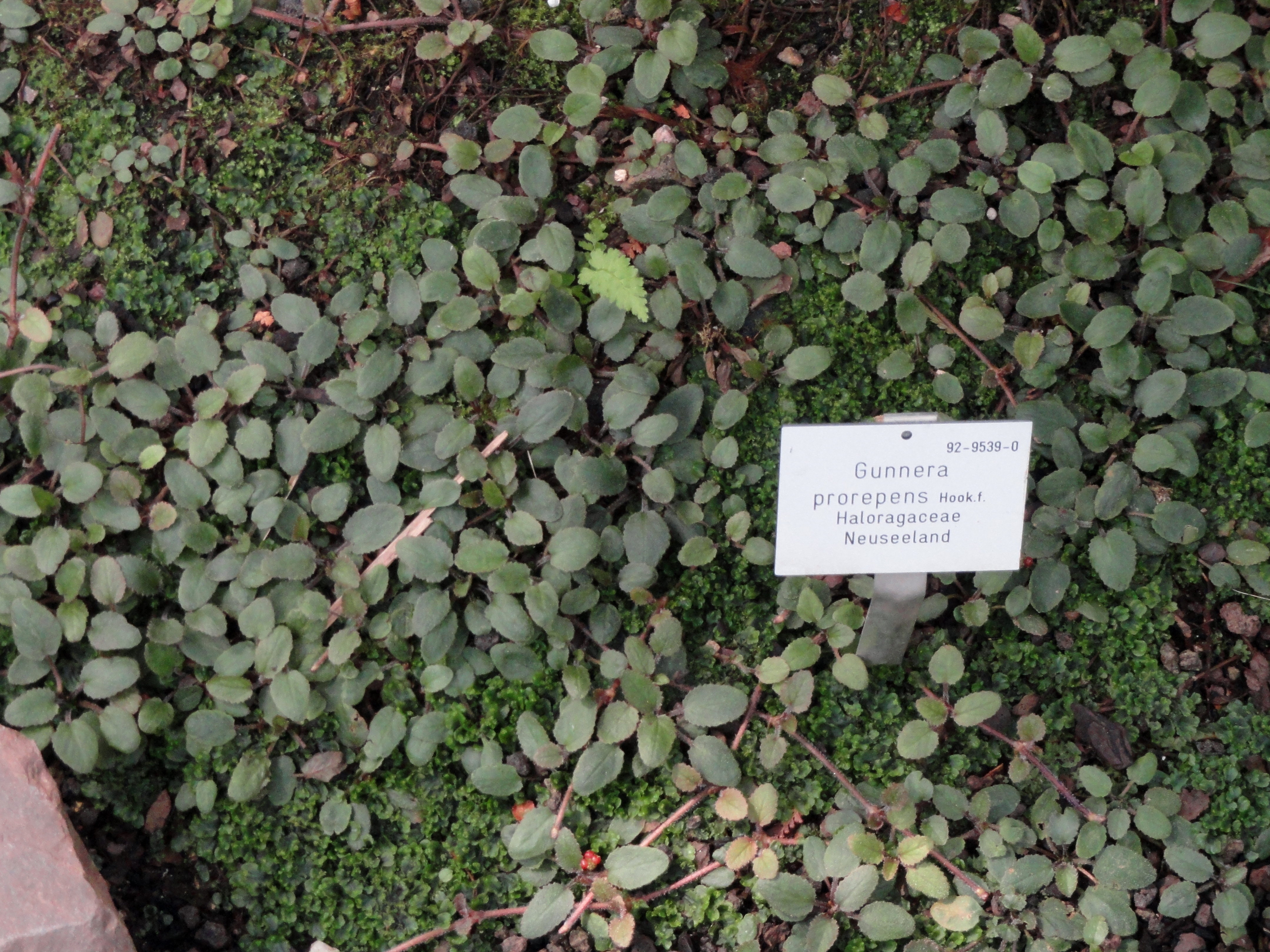
Gunnera prorepens

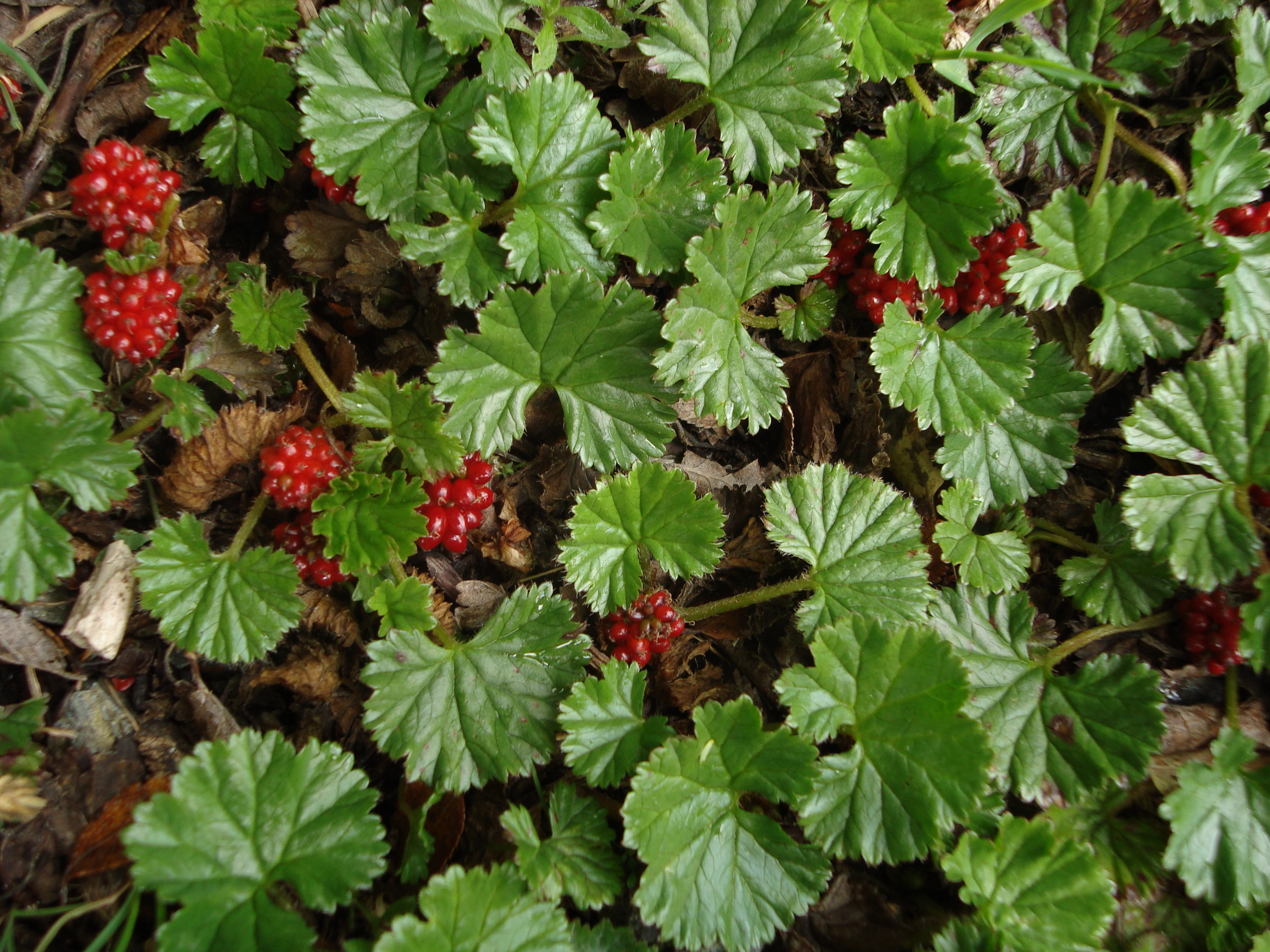
Gunnera magellanica

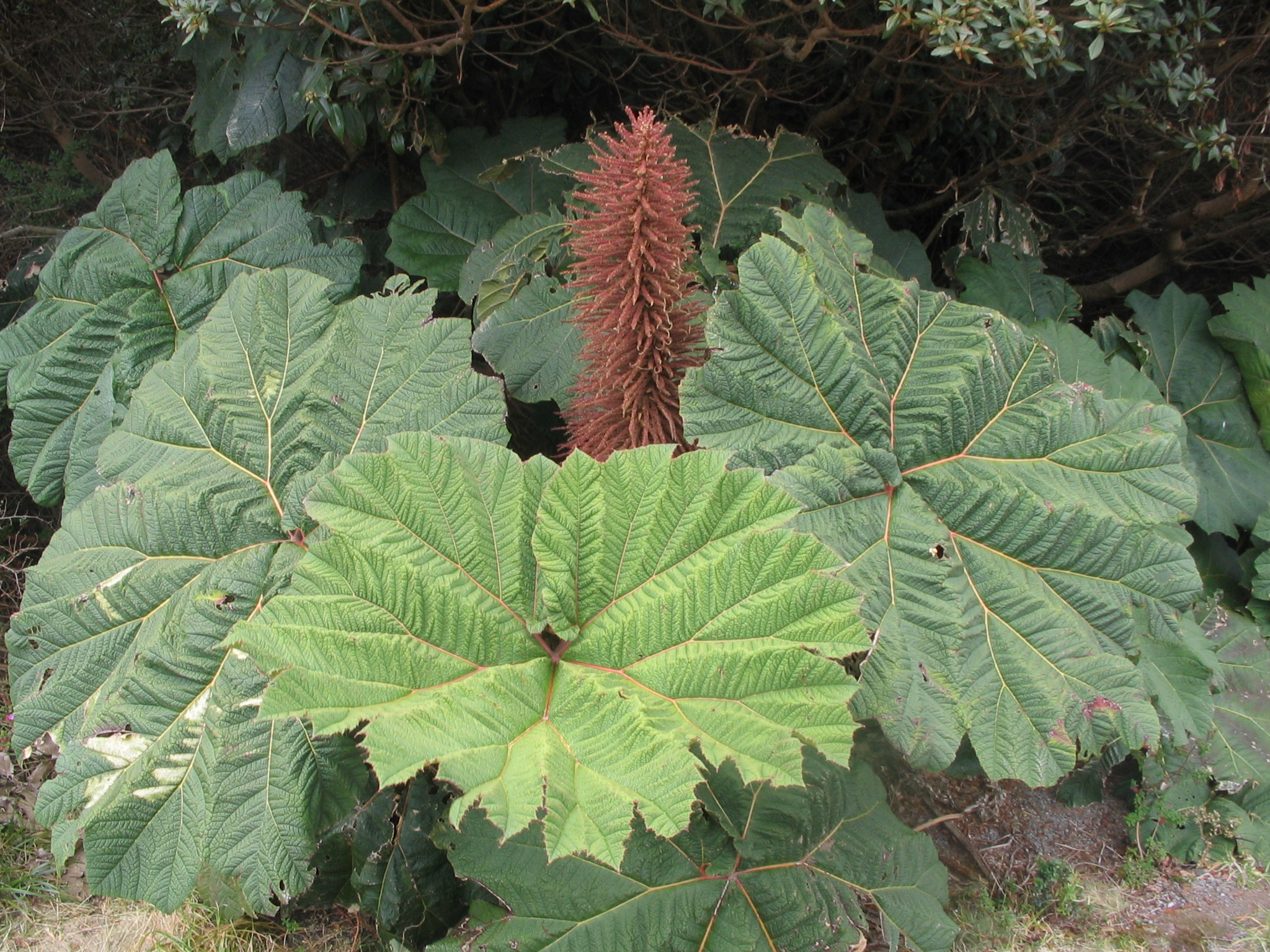
Gunnera insignis

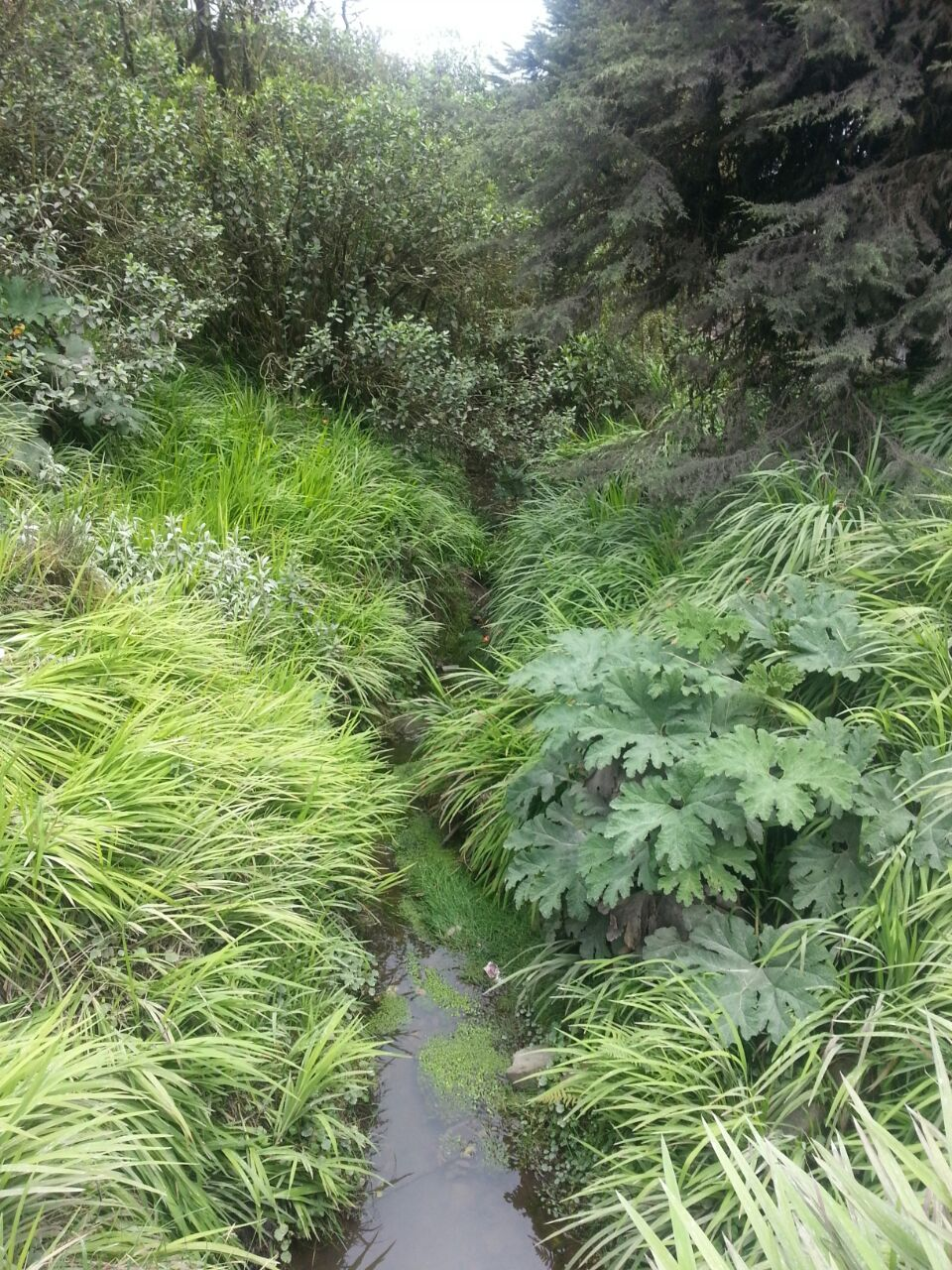
Gunnera schultesii

Gunneraceae é uma família monotípica de plantas dicotiledóneas da ordem Gunnerales que integra apenas o género Gunnera, com 62 espécies validamente descritas. São plantas herbáceas, perenes, maioritariamente com grandes folhas e com inflorescências que comportam numerosas pequenas flores. Apresentam uma distribuição natural do tipo relíquia disjunta, principalmente no Hemisfério Sul, com escassos representantes no Hemisfério Norte. Algumas das suas espécies ostentam o recorde do maior tamanho de folha registado numa dicotiledónea, chegando a ultrapassar os 4 m de largura, razão pela qual são apreciadas como planta ornamental. A classificação clássica coloca esta família na divisão Magnoliophyta, classe Magnoliopsida, subclasse Rosidae, ordem Haloragales.

## Descrição
As espécies que integram a família Gunneraceae partilham os seguintes caracteres descritivos:
- Ervas perenes, por vezes gigantescas (até 6 m de altura), num único caso (Gunnera herteri) anuais, com ou sem estolhos, com glândulas mucilaginosas em órgãos especializados (raízes adventícias abortadas ou ficorrizas) verde-azulados ou escuros, de aspecto glandular, contendo células endossimbióticas de cianobactérias do género Nostoc.
- Folhas simples, pecioladas, alternas, embainhantes, sem estípulas, limbos oblongos a reniformes ou peltados, as margens dentadas, crenadas ou palmatilobadas, a base cuneada ou cordada, com hidátodos proeminentes, nervura nas folhas grandes palinactinódromas e costiformes no dorso e actinódromas ou pinadas nas folhas pequenas, com as nervuras pouco proeminentes hipostomáticas ou anfistomáticas. Estomas anomocíticos.
- Caules grossos, com as folhas no ápice e cicatrizes foliares na parte inferior nas espécies de grandes dimensões, mas curtos e erectos com uma roseta de folhas, formando céspedes, nas espécies de pequenas dimensões, por vezes com numerosas escamas mais ou menos visíveis, simples ou divididas entre as bases foliares. Estolhos com um par de brácteas ou apenas uma em forma de ócrea no ápice. Sistema vascular polistélico nos caules e sifonostélico nos estolhos, com um número de feixes vasculares relacionado com o tamanho dos caules (3-5 nas espécies de caules finos, 50-60 nas de caules medianos, e várias centenas nas de caule grosso). Nós multilacunares com numerosas cicatrizes foliares (unilacunares em Gunnera herteri). Foi encontrado, contudo, um sistema vascular eustélico nos caules e protostélico no rizoma de Gunnera insignis.[1]
- Plantas monoicas, bissexuais ou polígamas, por vezes hermafroditas, raramente dioicas.
- Inflorescências axilares ou pseudoterminais, por vezes escapiformes, erectas, usualmente em racemos simples ou compostos, em espigas ou en panículas, com as flores superiores masculinas, as inferiores femininas, as medianas por vezes perfeitas, ou todas unissexuais.
- Flores pequenas, sem bráctea mas com bracteolas, epíginas, perfeitas, dissimétricas (com um eixo anteroposterior e outro transversal) e dímeras (raramente trímeras). Sépalas 2, livres, valvadas, no eixo anteroposterior, por vezes escassamente visíveis. Pétalas 2, livres, cuculadas, caducas, apenas mais largas que as sépalas, no eixo transversal, ausentes das flores femininas. Androceu epipétalo ou livre, de (1-)2 estames iguais, férteis, com filamentos curtos, situados no eixo transversal, anteras ditecas, tetra-esporangiadas, deiscência latrorsa por fendas longitudinais. Gineceu ínfero, de 2 carpelos, sincárpico, unilocular, estilos 2, livres, apicais, subulados ou comprimidos, papilosos a plumosos, no eixo transversal, estigmas papilosos, secos, óvulo solitário, pêndulo, anátropo, bitégmico e crasinucelado, placentação apical.
- Fruto em drupa carnosa ou coriácea, verdosa (de 0,6–2 mm) ou avermelhada (de até 8 mm), raramente branca ou amarela, oval a globosa.
- Sementes, uma por fruto, com testa membranácea e endosperma abundante, oleoso, com grãos de amido, aleurona e cristalóides, embrião muito pequeno, excêntrico, apical, com 2 cotilédones, endosperma celular.
- Pólen tricolpado, esferoidal, suboblato, com os mesocolpos proeminentes e a exina reticulada e engrossada nos bordos dos colpos (imperfeitamente reticulada com paredes sinuosas em Gunnera herteri).
- Número cromossómico: 2n=34; x=11, 12, 17, 18.

As estruturas escamosas que crescem no caule das espécies dos subgéneros Misandra e Panke foram interpretadas de diversas maneiras: lígulas, estípulas intrapeciolares, escamas ou folhas não desenvolvidas, o que implicaria, neste último caso, a existência de heterofilia. A questão ainda não está esclarecida.
Por vezes encontram-se flores anómalas: na espécie Gunnera tinctoria ocorrem flores com um ovário bilocular e, por isso, com dois óvulos.

## Ecologia
As flores são anemófilas, sendo as hermafroditas protândricas. As espécies com drupas coloridas apresentam dispersão ornitocórica. Crescem em habitats frescos ou frios, húmidos ou inundados (halófitas), como pântanos, margens de rios, ribeiros e locais próximo de poços, desde o nível médio do mar a altitudes superiores aos 3 000 m. Preferem altitudes elevadas e áreas abertas e luminosas, sendo espécies pioneiras em muitos casos. Apresentam uma ampla tolerância térmica e uma via fotossintética do tipo C3.

### Simbiose
As plantas do género Gunnera formam uma simbiose de maneira natural com cianobactérias fixadoras de azoto atmosférico (N2), aparentemente  sempre com diferentes estirpes de Nostoc punctiforme. Esta simbiose apresenta características particulares que a diferenciam de outras associações do mesmo tipo: é a única que implica uma Magnoliophyta (angiospérmica, a cianobactéria alberga-se em órgãos glandulares especializados situados no caule, por onde penetra nas células do hospedeiro (simbiose intracelular, um tipo de endossimbiose) e deixa de fotossintetizar, passando a cianobactéria a fornecer compostos azotados à planta em troca de compostos carbonados (essencialmente açúcares).
A cianobactéria, que provém do ambiente circundante, penetra na planta através de raízes adventícias, que abortam e se transformam em órgãos glandulares. As células afectadas são maiores e mais arredondadas que o normal, e no seu interior a cianobactéria desenvolve a maior concentração conhecida de heterocistos numa cianobactéria.
A simbiose, ainda que evolutivamente muito avançada por ser intracelular, é, contudo, facultativa, pois ambos simbiontes sobrevivem separados e podem reconstituir a sua associação quando volta a ser colocados em contacto. Por essa razão, este tipo de simbiose é menos interdependente que a existente entre outras angiospérmicas e os seus simbiontes, como é o caso de Rhizobium, e também menos coordenada: as glândulas formam-se mesmo quando a cianobactéria está ausente, o que implica que conter aquelas bactérias não será a sua principal missão, já que o conjunto de genes envolvidos na formação das glândulas inicia a sua actividade sem dependência do hóspede.
As glândulas são  formadas por 6-9 papilas, das quais  5-8 são periféricas e um pouco arqueadas para fora, e uma papila central é maior, longa e erecta. As papilas formam-se no interior do caule desde o momento da germinação da plântula, por debaixo de cada inserção peciolar, crescem até à superfície externa e atravessam a epiderme, aparecendo externamente, enquanto no interior se formam canais entre as papilas.
As glândulas produzem mucilagem que flui pelos canais para o exterior. Esta mucilagem é rica em carboidratos, ácidos tânicos e outros polifenois de acção antimicrobiana, é de carácter ácido e parece conter também substâncias antifúngicas.
À medida que a planta cresce, formam-se glândulas debaixo das folhas novas. Infectadas ou não, as glândulas cessam em determinado momento de produzir mucilagem e de crescer, e é formada uma camada meristemática externa que forma por fora camadas acinzentadas que dão à glândula um aspecto de cortiça. A partir desta fase, a entrada de cianobactérias deixa de ser possível, os canais e as cavidades desaparecem e o tecido glandular congestiona-se e começa a desintegrar-se.
A cianobactéria alcança a mucilagem através de acinetos ou por hormogónios, atraídos  quimiotacticamente pelos compostos fenólicos presentes  e iniciam um processo de divisão repetida, produzindo hormogónios, que se introduzem na glândula e penetram no interior das células do meristema glandular com paredes finas. As paredes celulares são dissolvidas e as células incham em contacto com o simbionte. O processo de acesso ao interior da célula do hospedeiro não está claro, mas os hormogónios ficam incluídos numa cavidade de membrana plasmática dentro da célula, onde os filamentos hormogoniais revertem a sua diferenciação para dar lugar a filamentos com células vegetativas e heterocistos, sendo estes os que fixam o N2 de maneira anaeróbia, mediante uma nitrogenase.
Os filamentos da cianobactéria repartem-se entre as células filhas resultantes da mitose de uma célula simbiótica. O tecido glandular contém também células sem filamentos, menores e mais alongadas, formando estruturas ramificadas entre as células com filamentos. Estas células apresentam numerosos amiloplastos, o que indica que podem ter um papel no intercâmbio de metabolitos com a cianobactéria, fundamentalmente de glúcidos.
O tamanho superficial das glândulas varia, dependendo da espécie de Gunnera, entre 2 e 20 mm de diâmetro, sendo típico de cada espécie. A eficiência da fixação de N2 é muito alta, chegando a alcançar em algumas espécies (Gunnera arenaria) os 72 kg ha−1 ano−1, sendo menor nas espécies maiores, que contam com menor número de glândulas por unidade de área. A fixação é maior nas partes jovens da planta, por debaixo do meristema apical, e decresce em direcção à base da planta. O azoto é transferido para o hospedeiro na forma de um aminoácido. Este aporte extraordinário de azoto permite o rápido crescimento das plantas de Gunnera, que mostram uma baixa capacidade de captação dos nitratos do solo.
Na mucilagem produzida pelas glândulas espalhadas pela planta foram encontradas bactérias, fungos (Fusarium, Penicillium e Alternaria), algas e animais microscópicos, mas apenas uma Chlorophyta (alga verde foi encontrada vivendo intracelularmente naquelas estruturas.

## Filogenia e taxonomia

### Filogenia
A análise das sequências de genes cloroplastidiais e nucleares permitiram resolver com nitidez a filogenia interna do género Gunnera. A espécie basal, e táxon irmão de todas as demais espécies perenes, é a espécie anual sul-americana Gunnera herteri. O ramo seguinte é formado pela espécie africana G. perpensa, que é a irmã de dois clados bem definidos: (1) um formado pela espécie asiática G. macrophylla como irmã das espécies que formam o subgénero Milligania; e (2) outro clado, irmão do anterior, com dois grupos irmãos, os subgéneros Misandra e Panke. Entre este último, as duas espécies hawaianas formam um grupo monofilético irmão das espécies americanas. O seguinte dendrograma ilustra as relações filogenéticas entre as espécies de Gunnera:

|  | Pseudogunnera (Indonésia a Nova Guiné) |
|  |                                        |
|  | Milligania (Nova Zelândia, Tasmânia)   |
|  |                                        |

|  | Misandra (América do Sul)      |
|  |                                |
|  | Panke (América do Sul, Hawaii) |
|  |                                |

|  | Pseudogunnera (Indonésia a Nova Guiné) |
|  |                                        |
|  | Milligania (Nova Zelândia, Tasmânia)   |
|  |                                        |

|  | Misandra (América do Sul)      |
|  |                                |
|  | Panke (América do Sul, Hawaii) |
|  |                                |

|  | Pseudogunnera (Indonésia a Nova Guiné) |
|  |                                        |
|  | Milligania (Nova Zelândia, Tasmânia)   |
|  |                                        |

|  | Misandra (América do Sul)      |
|  |                                |
|  | Panke (América do Sul, Hawaii) |
|  |                                |

|  | Pseudogunnera (Indonésia a Nova Guiné) |
|  |                                        |
|  | Milligania (Nova Zelândia, Tasmânia)   |
|  |                                        |

|  | Misandra (América do Sul)      |
|  |                                |
|  | Panke (América do Sul, Hawaii) |
|  |                                |

|  | Pseudogunnera (Indonésia a Nova Guiné) |
|  |                                        |
|  | Milligania (Nova Zelândia, Tasmânia)   |
|  |                                        |

|  | Misandra (América do Sul)      |
|  |                                |
|  | Panke (América do Sul, Hawaii) |
|  |                                |

|  | Pseudogunnera (Indonésia a Nova Guiné) |
|  |                                        |
|  | Milligania (Nova Zelândia, Tasmânia)   |
|  |                                        |

|  | Misandra (América do Sul)      |
|  |                                |
|  | Panke (América do Sul, Hawaii) |
|  |                                |

|  | Pseudogunnera (Indonésia a Nova Guiné) |
|  |                                        |
|  | Milligania (Nova Zelândia, Tasmânia)   |
|  |                                        |

|  | Misandra (América do Sul)      |
|  |                                |
|  | Panke (América do Sul, Hawaii) |
|  |                                |

|  | Pseudogunnera (Indonésia a Nova Guiné) |
|  |                                        |
|  | Milligania (Nova Zelândia, Tasmânia)   |
|  |                                        |

|  | Misandra (América do Sul)      |
|  |                                |
|  | Panke (América do Sul, Hawaii) |
|  |                                |

|  | Pseudogunnera (Indonésia a Nova Guiné) |
|  |                                        |
|  | Milligania (Nova Zelândia, Tasmânia)   |
|  |                                        |

|  | Misandra (América do Sul)      |
|  |                                |
|  | Panke (América do Sul, Hawaii) |
|  |                                |

|  | Pseudogunnera (Indonésia a Nova Guiné) |
|  |                                        |
|  | Milligania (Nova Zelândia, Tasmânia)   |
|  |                                        |

|  | Misandra (América do Sul)      |
|  |                                |
|  | Panke (América do Sul, Hawaii) |
|  |                                |

|  | Pseudogunnera (Indonésia a Nova Guiné) |
|  |                                        |
|  | Milligania (Nova Zelândia, Tasmânia)   |
|  |                                        |

|  | Misandra (América do Sul)      |
|  |                                |
|  | Panke (América do Sul, Hawaii) |
|  |                                |

|  | Pseudogunnera (Indonésia a Nova Guiné) |
|  |                                        |
|  | Milligania (Nova Zelândia, Tasmânia)   |
|  |                                        |

|  | Misandra (América do Sul)      |
|  |                                |
|  | Panke (América do Sul, Hawaii) |
|  |                                |

|  | Pseudogunnera (Indonésia a Nova Guiné) |
|  |                                        |
|  | Milligania (Nova Zelândia, Tasmânia)   |
|  |                                        |

|  | Misandra (América do Sul)      |
|  |                                |
|  | Panke (América do Sul, Hawaii) |
|  |                                |

|  | Pseudogunnera (Indonésia a Nova Guiné) |
|  |                                        |
|  | Milligania (Nova Zelândia, Tasmânia)   |
|  |                                        |

|  | Misandra (América do Sul)      |
|  |                                |
|  | Panke (América do Sul, Hawaii) |
|  |                                |

|  | Pseudogunnera (Indonésia a Nova Guiné) |
|  |                                        |
|  | Milligania (Nova Zelândia, Tasmânia)   |
|  |                                        |

|  | Misandra (América do Sul)      |
|  |                                |
|  | Panke (América do Sul, Hawaii) |
|  |                                |

|  | Pseudogunnera (Indonésia a Nova Guiné) |
|  |                                        |
|  | Milligania (Nova Zelândia, Tasmânia)   |
|  |                                        |

|  | Misandra (América do Sul)      |
|  |                                |
|  | Panke (América do Sul, Hawaii) |
|  |                                |

O género Gunnera apresenta uma distribuição austral disjunta do tipo relíquia, similar à de outros géneros de plantas, como Nothofagus, e de alguns animais. Esta distribuição é interpretada como tendo resultado da divisão do antigo continente Gondwana, iniciada durante o Jurássico inferior, há cerca de 180 milhões de anos. A existência do género está registada por pólen fóssil (Tricolpites reticulatus) que lhe é atribuído, do Turoniense (Cretácico superior, datado de cerca de 90 milhões de anos atrás) da América do Sul. A divergência estimada de Gunnera e Myrothamnus foi establecida há 115-118 milhões de anos, o que coincide bem com o início da separação da África e América do Sul há cerca de 127-137 milhões de anos.

### Posição sistemática
As gunneráceas são um grupo de Angiospermae que se inclui no clado Eudicotyledoneae, tendo tradicionalmente sido considerado, embora de forma tentativa, próximo da família das Haloragaceae. Com base em dados moleculares e morfológicos, o sistema APWeb (Angiosperm Phylogeny Website) considera que o grupo faz parte da ordem Gunnerales, sendo o grupo irmão das Myrothamnaceae no nível basal das eudicotiledóneas.
Tradicionalmente o género Gunnera era considerado como integrante da família das Haloragaceae, à falta de outro melhor posicionamento, sendo esta integração baseada na presença de flores simples, epíginas e dímeras e na apetência da maioria das suas espécies por habitats húmidos, ainda que fossem muito diferentes em outros aspectos. Em sistemas posteriores, o género foi colocado na sua própria família, as Gunneraceae, em conjuntocom as Haloragaceae, sempre dentro da ordem Myrtales. O sistema Dahlgren, de 1975, moveu a família para as proximidades das Saxifragaceae, enquanto que o sistema de Takhtajan, de 1980, colocou as Gunneraceae numa ordem Gunnerales dentro das Saxifraganae. Por sua vez, o sistema de Cronquist, de 1981, colocou o grupo, em conjunto com as Haloragaceae, numa ordem Haloragales dentro das Rosidae. Apenas o advento dos métodos de análise filogenética molecular permitiu esclarecer a questão do posicionamento deste grupo, fixando-a como uma linhagem basal isolada do clado das rosídeas-cariofilídeas-aasterídeas e irmão das Myrothamnaceae.

### Taxonomia
O único género que integra a família, o género Gunnera L., 1767, tem como espécie tipo Gunnera perpensa L., 1767. O nome genérico é uma homenagem ao botânico norueguês Johan Ernst Gunnerus. Dada a sua complexidade morfológica, o género está subdividido em seis subgéneros, confirmados mediante sequenciação de ADN, a saber:
- Subgénero Ostenigunnera Mattf., 1933. Espécie tipo: Gunnera herteri Osten, 1932.
Ervas monoicas, anuais, de pequenas dimensões (2–4 cm), glabras, com caules ramificados, delgados, com longos entrenós. Limbos foliares até de 14 mm de comprimento, flabeliformes, com até  20 lóbulos dentiformes terminados num hidátodo, bainha foliar com lóbulos dentiformes. Sem brácteas, estolhos ou rizomas. Com 2-5 coléteres axilares inconspícuos. Nós unilacunares. Inflorescências interaxilares. Rácemos com cerca de 10 mm de comprimento, com 2-7 flores masculinas na metade apical (frequentemente reduzidas a uma antera) e as femininas na metade basal (sem perianto).
  - Espécie Gunnera herteri Osten, 1932, em zonas encharcadas entre as dunas costeiras do Uruguai e do sul do Brasil, onde é conhecida pelo nome comum de urtiguinha-das-dunas. Espécie em risco de extinção.
- Subgénero Gunnera s. str.[7]
Ervas de tamanho médio, com rizoma horizontal, ramificado periodicamente, de 10–20 mm de espessura. Sem brácteas nem estolhos. Folhas de pecíolo longo e limbo cordiforme ou reniforme até 28 cm de largura, com o bordo densamente dentado-crenado. Partes jovens pubescentes. Inflorescência tirsoide, até 40 cm de comprimento, com flores hermafroditas.
  - Espécie Gunnera perpensa L., 1767,[8] conhecida da África do Sul, Zimbabué, Moçambique, República Democrática do Congo, Ruanda, Burundi, Quénia, Tanzânia, Sudão, Etiópia e Madagáscar.
- Subgénero Pseudogunnera (Oerst., 1857) Schindl., 1905.[9]
Ervas monoicas, de tamanho médio, com longos estolhos e caules erectos, curtos, de 10–20 mm de diâmetro, os estolhos com brácteas pareadas opostas. Folhas moderadamente grandes, até 50 cm de largura, embainhadas na base, com pecíolo até 1 m e limbo reniforme a cordiforme, irregularmente lobado, os bordos irregularmente dentados e escurecidos, com nervura proeminente no dorso e vesículas na face superior. Inflorescências até 50 cm de comprimento, as flores superiores masculinas com sépalas e pétalas, as inferiores femininas apenas com sépalas.
  - Espécie Gunnera macrophylla Blume, 1825-1826,[10] com distribuição natural desde Java, Sumatra e as Filipinas até à Nova Guiné e Ilhas Salomão. Provavelmente um complexo de espécies próximas.
- Subgénero Milligania (Hook.f., 1840) Schindl., 1905.[11] Espécie tipo: Milligania cordifolia Hook.f., 1840.
 Ervas pequenas, estoloníferas, cespitosas, com caules erectos curtos que terminam numa roseta de folhas, sem escamas, com um par de brácteas no extremo dos estolhos. Folhas com pecíolo até 20 mm, o limbo orbicular-reniforme, subcordiforme, ovado ou elíptico, até 5 cm de comprimento. Inflorescências separadas para cada sexo na mesma planta (monoecia), excepto em Gunnera monoica, com rácemos de flores masculinas na parte apical e femininas na basal. Rácemos de 1–5 cm de comprimento, flores masculinas com perianto completo, as femininas apenas com sépalas. Seis espécies, uma da Tasmânia e cinco da Nova Zelândia.
  - Espécie Gunnera cordifolia (Hook.f., 1840) Hook.f., 1860,[12] da Tasmânia.
  - Espécie Gunnera densiflora Hook.f., 1864
  - Espécie Gunnera dentata Kirk, 1895[13]
  - Espécie Gunnera hamiltonii Kirk ex W.S.Ham., 1885
  - Espécie Gunnera monoica Raoul, 1844[14]
  - Espécie Gunnera prorepens Hook.f., 1852[15]
- Subgénero Misandra (Comm. ex Juss., 1789) Schindl., 1905.[16] Espécie tipo: Gunnera magellanica Lam., 1789.
Ervas estoloníferas pequenas, dioicas. caules erectos curtos com folhas alternando com escamas em forma de ócrea, o extremo do estolho com uma ócrea cónica cobrindo a gema apical. Folhas com pecíolo de 2–25 cm de comprimento e limbo reniforme ou reniforme-orbicular até 11 cm de largura, escassamente lobado. Inflorescências até 15 cm de comprimento, todas as flores sem pétalas. Três espécies, desde a Tierra del Fuego e as ilhas Falkland até à Colômbia.
  - Espécie Gunnera lobata Hook.f., 1846, da Argentina e Chile
  - Espécie Gunnera magellanica Lam., 1789,[17] da Argentina, Bolívia, Chile, Colômbia, Equador, ilhas Falkland e Peru, com folhas de 5 a 9 cm de largura sobre caules de 8 a 15 cm de comprimento.
  - Espécie Gunnera reichei Schindl., 1905, do Chile
- Subgénero Panke (Molina, 1782) Schindl., 1905.[18] Espécie tipo: Gunnera petaloidea Gaudich., 1830.
Ervas perenes grandes a gigantes (até 6 m de altura), de caules erectos, engrossados e carnosos, até 3 m de altura e 40 cm de diâmetro, em geral decumbentes com a idade, rara vez ramificados, partes jovens e gema terminal cobertas de numerosas escamas linear-lanceoladas, inteiras ou lacinadas, até 40 cm de comprimento, frequentemente de coloração laranja brilhante. Folhas com pecíolo até 2,7 m de largo e limbos usualmente palmatilobados, até 4 m de diâmetro ou mais. Inflorescências até 50 cm em espiga ou rácemo compostos, flores masculinas com perianto completo, as femininas apenas com sépalas. Consta de 50 espécies, repartidas pelo México, América Central e América do Sul, e os arquipélagos de Juan Fernández e Hawaii. As espécies gigantes são consideradas as maiores ervas do planeta.
  - Espécie Gunnera aequatoriensis L.E.Mora, 1978, do Equador, espécie considerada "Vulnerável D2" pela IUCN[19]
  - Espécie Gunnera annae Schindl., 1905, da Bolívia e Peru.
  - Espécie Gunnera antioquensis L.E.Mora, 1978, da Colômbia
  - Espécie Gunnera apiculata Schindl., 1905,[20] da Bolívia e Argentina.
  - Espécie Gunnera atropurpurea L.E.Mora, 1978,[21] de Colômbia
  - Espécie Gunnera berteroi Phil., 1872,[22] da Bolívia e Chile
  - Espécie Gunnera bogotana L.E.Mora, 1978, da Colômbia
  - Espécie Gunnera bolivari J.F.Macbr., 1931, do Equador e Peru
  - Espécie Gunnera boliviana Morong ex Rusby, 1896, da Bolívia
  - Espécie Gunnera bracteata Steud. ex Benn., 1838,[23] do Arquipélago Juan Fernández.
  - Espécie Gunnera brephogea Linden & André, 1872,[24] da Colômbia e Equador
  - Espécie Gunnera caucana L.E.Mora, 1984, da Colômbia
  - Espécie Gunnera colombiana L.E.Mora, 1978, da Colômbia e Equador
  - Espécie Gunnera commutata Blume, 1856, do Chile
  - Espécie Gunnera cuatrecasasii L.E.Mora, 1984, da Colômbia
  - Espécie Gunnera diazii L.E.Mora, 1984, da Colômbia
  - Espécie Gunnera ecuadoriana Gilli, 1981, do Equador
  - Espécie Gunnera garciae-barrigae L.E.Mora, 1984, da Colômbia
  - Espécie Gunnera hernandezii L.E.Mora, 1978, da Colômbia
  - Espécie Gunnera insignis (Oerst., 1857) A.DC., 1868,[25] do México, Nicarágua, Costa Rica, Panamá e Colômbia.
  - Espécie Gunnera kauaiensis Rock, 1930,[26] das ilhas Hawaii
  - Espécie Gunnera killipiana Lundell, 1940, do México
  - Espécie Gunnera lozanii L.E.Mora, 1984, da Colômbia
  - Espécie Gunnera magnifica H.St.John, 1957, dos Andes colombianos. Apresenta as gemas foliares maiores que em qualquer outra planta, até 60 cm de comprimento e 40 cm de grossura. Tem as folhas engossadas, com pecíolos de 2,7 m de altura. A inflorescência engrossada, de flores pequenas e avermelhadas, alcança 2,3 m de altura e pesa aproximadamente 13 kg.
  - Espécie Gunnera manicata Linden ex Delchev., 1867,[27] natural da Serra do Mar, montanhas do sudeste de Brasil, é talvez a espécie maior, com folhas de cerca de 1,5 a 2 m de largura, mas excepcionalmente (como em Narrow-Water Park, County Cork, Irlanda, em 1903) até 3,4 m de largura, sustentadas por grossos rizomas e pecíolos suculentos de até 2,5 m de comprimento. Germina em condições muito húmidas (não chuvosas) com temperaturas de 24 a 29 °C. É muito apreciada como planta ornamental.
  - Espécie Gunnera margaretae Schindl., 1911, da Bolívia e Peru
  - Espécie Gunnera masafuerae Skottsb., 1914, do Arquipélago Juan Fernández. Pode ter folhas até 2,9 m de largura, sobre fortes pecíolos de 1,5 m de comprimento e 11 cm de espessura.
  - Espécie Gunnera mexicana Brandegee, 1922, do México, Guatemala e Honduras
  - Espécie Gunnera morae L.Wanntorp & Klack., 2006, da Colômbia
  - Espécie Gunnera peltata Phil., 1856,[28] do Arquipélago Juan Fernández, em geral com um tronco direito de 5,5 m de altura e 25–30 cm de espessura e folhas engrossadas, com até 2 m de largura.
  - Espécie Gunnera peruviana J.F.Macbr., 1931, da Bolívia e Peru
  - Espécie Gunnera petaloidea Gaudich., 1830,[29] das ilhasHawaii
  - Espécie Gunnera pilosa Kunth, 1817, da Colômbia, Equador e Bolívia
  - Espécie Gunnera pittierana V.M.Badillo & Steyerm., 1973, da Venezuela. Endémica do Parque Nacional Henri Pittier, é a planta herbácea com maior tamanho de folha que se conhece. Naquele parque, e a altitudes de 850 a 1 500 m, foram encontrados espécimes com tamanhos foliares que superam os 4 m de largura.
  - Espécie Gunnera quitoensis L.E.Mora, 1978, do Equador
  - Espécie Gunnera rheifolia Schindl., 1905, do Peru
  - Espécie Gunnera saint-johnii (L.E.Mora, 1978) L.E.Mora, 1984,[30] da Colômbia
  - Espécie Gunnera sanctae-marthae L.E.Mora, 1984, da Colômbia
  - Espécie Gunnera schindleri L.E.Mora, 1978, da Argentina e Bolívia
  - Espécie Gunnera schultesii L.E.Mora, 1984, da Colômbia
  - Espécie Gunnera silvioana L.E.Mora, 1984, da Colômbia
  - Espécie Gunnera steyermarkii L.E.Mora, 1978, da Venezuela
  - Espécie Gunnera tacueyana L.E.Mora, 1984, da Colômbia
  - Espécie Gunnera tajumbina L.E.Mora, 1984, da Colômbia
  - Espécie Gunnera talamancana H.Weber & L.E.Mora, 1958, da Costa Rica e Panamá
  - Espécie Gunnera tamanensis L.E.Mora, 1984, da Colômbia
  - Espécie Gunnera tayrona L.E.Mora, 1978, da Colômbia
  - Espécie Gunnera tinctoria (Molina, 1782) Mirb., 1805,[31] da Argentina e Chile, introduzida na Grã-Bretanha, Irlanda e Oregon
  - Espécie Gunnera venezolana L.E.Mora, 1978, da Venezuela. Está dividida em duas subespécies:
    - subsp. venezolana, a forma típica da espécie;
    - subsp. tachirensis L.E.Mora, 1978;

  - Espécie Gunnera vestita Schindl., 1905, do Chile.

### Híbridos
As espécies de Gunnera mostram uma moderada tendência para o cruzamento interespecífico. Conhecem-se os seguintes híbridos:
- Notoespécie Gunnera × katherine-wilsoniae L.D.Gómez, 1983 (Gunnera talamancana × Gunnera insignis), da Costa Rica
- Notoespécie Gunnera × strigosa (Kirk, 1895) Colenso, 1883 (Gunnera monoica × Gunnera dentata), da Nova Zelândia
- Notoespécie Gunnera × mixta Kirk, 1895 (Gunnera monoica × Gunnera prorepens), da Nova Zelândia
- Gunnera peltata × Gunnera bracteata, na ilha de Robinson Crusoe (Arquipélago Juan Fernández).

### Fósseis
Para além do pólen fóssil Tricolpites reticulatus atrás mencionado, conhece-se pólen fóssil de Gunnera de estratos campanienses (Cretáceo Superior) da Austrália, Nova Zelândia, África e Antárctida, provavelmente derivados dos ancestrais dos subgéneros actuais.
Foi aventada a hipótese de serem atribuído ao grupo um conjunto de pólens fósseis e macro-fósseis de folhas encontrados em estratos do Cretáceo Superior da América do Norte, o que poderia implicar que os ancestrais do subgénero Panke colonizaram a América do Sul e as ilhas do Hawaii a partir daquele continente, para desaparecer depois, o que concorda com a posição basal das espécies hawaianas no subgénero. Nas ilhas do Hawaii o pólen de Gunnera apenas se conhece desde o Pleistoceno, o que indica uma colonização mais recente por dispersão a longa distância.
A partir dos dados paleopolínicos é evidente que o género desapareceu de áreas do Hemisfério Norte onde esteve presente durante o Cretáceo Superior e os inícios do Cenozoico. Mesmo assim, a distribuição de Gunnera macrophylla deve atribuir-se a uma dispersão em direcção ao norte de um componente do biota gondwânico relacionado com as formas neozelandesas.
Todos os factos atrás apontam para que as Gunneraceae devam ser consideradas como uma das famílias mais primitivas das dicotiledóneas nucleares, as eudicotiledóneas (também designadas por tricolpadas).

## Fitoquímica e usos
Os rizomas de Gunnera tinctoria contêm cerca de 9,3% de taninos e as folhas de Gunnera manicata contêm uma alta concentração de elagitaninos. Gunnera perpensa contém o alcaloide celastrina. Nas espécies não cianogenéticas não se encontraram iridoides ou proantocianidinas, mas sim kaempferol, quercetina, falvonóis e ácido elágico.
Os pecíolos de Gunnera tinctoria (nalcas) são usados como alimento humano no sul do Chile e da Argentina, em fresco, como parte de saladas, e também em marmeladas e em licores. Na medicina tradicional, considera-se que os caules (depes) têm propriedades medicinais. As folhas desta espécie (pangues) são usadas para cobrir o curanto e a mella (pratos tradicionais de Chiloé). Os caules e rizomas são usados localmente para curtir e tingir (de negro) tecidos.
A decoção do rizoma de Gunnera perpensa é usada em medicina tradicional no sul de África para facilitar o parto ou como abortivo pela sua marcada acção sobre a musculatura uterina.
A espécie Gunnera manicata é apreciada como planta ornamental, mas devido à sua capacidade para escapar de cultura e aclimatar-se, competindo vantajosamente com espécies locais, é considerada em muitos países como planta invasora (Austrália e Nova Zelândia). O mesmo ocorre com Gunnera tinctoria na Grã-Bretanha, Irlanda e nos Açores.
A visita às espécies gigantes do subgénero Panke nas ilhas Hawaii é uma atracção turística. As folhas de Gunnera insignis são usadas nas Costa Rica como guarda-sol improvisado.